# Liste der Mitglieder des Landtages Rheinland-Pfalz (9. Wahlperiode)
Liste der Mitglieder des Rheinland-Pfälzischen Landtages (9. Wahlperiode)
Der Rheinland-Pfälzische Landtag bestand in der 9. Wahlperiode von 1979 bis 1983 aus 100 Mitgliedern.

## Zusammensetzung
Bei der Landtagswahl am 18. März 1979 gab es folgendes Ergebnis:
| Partei | Prozent | Sitze |
| ------ | ------- | ----- |
| CDU    | 50,1    | 51    |
| SPD    | 42,3    | 43    |
| FDP    | 6,4     | 6     |

## Präsidium
- Präsident: Albrecht Martin (CDU)
- Vizepräsidenten: Hans Schweitzer (SPD), Hermann Eicher (FDP) 1979–1982, Werner Danz (FDP) 1982–1983, Maria Herr-Beck (CDU) 1979–1981, Susanne Hermans (CDU) 1981–1983

## Abgeordnete
| Name                   | Lebensdaten | Partei | Wahlkreis   | Kommentar                                                                          |
| ---------------------- | ----------- | ------ | ----------- | ---------------------------------------------------------------------------------- |
| Otto Bardong           | 1935–2003   | CDU    | Wahlkreis 3 |                                                                                    |
| Franz Peter Basten     | 1944        | CDU    | Wahlkreis 2 |                                                                                    |
| Kurt Beck              | 1949        | SPD    | Wahlkreis 4 |                                                                                    |
| Franz Josef Bischel    | 1938–2021   | CDU    | Wahlkreis 3 | eingetreten am 10. Juli 1981 für Hanna-Renate Laurien                              |
| Kurt Böckmann          | 1929–2008   | CDU    | Wahlkreis 3 |                                                                                    |
| Detlef Bojak           | 1935        | SPD    | Wahlkreis 4 |                                                                                    |
| Gisela Büttner         | 1927–2015   | CDU    | Wahlkreis 4 |                                                                                    |
| Hans-Dieter Busch      | 1938–2009   | CDU    | Wahlkreis 3 | eingetreten am 10. August 1981 für Hansjürgen Doss                                 |
| Hans Dahmen            | 1929–1989   | CDU    | Wahlkreis 1 |                                                                                    |
| Werner Danz            | 1923–1999   | FDP    | Wahlkreis 2 |                                                                                    |
| Alois Dauenhauer       | 1929–2022   | CDU    | Wahlkreis 4 |                                                                                    |
| Karl Deres             | 1930–2007   | CDU    | Wahlkreis 1 | ausgeschieden am 22. November 1980                                                 |
| Anton Diehl            | 1928–2008   | SPD    | Wahlkreis 3 |                                                                                    |
| Karl Diller            | 1941        | SPD    | Wahlkreis 2 |                                                                                    |
| Klaus von Dohnanyi     | 1928        | SPD    | Wahlkreis 4 | ausgeschieden am 18. Mai 1979                                                      |
| Hansjürgen Doss        | 1936        | CDU    | Wahlkreis 3 | eingetreten am 12. Januar 1981 für Maria Herr-Beck ausgeschieden am 4. August 1981 |
| Helga Düchting         | 1937        | SPD    | Wahlkreis 3 |                                                                                    |
| Hermann Eicher         | 1911–1984   | FDP    | Wahlkreis 4 | ausgeschieden am 30. September 1982                                                |
| Helmut Fink            | 1928–1990   | SPD    | Wahlkreis 1 |                                                                                    |
| Johann Wilhelm Gaddum  | 1930        | CDU    | Wahlkreis 1 |                                                                                    |
| Rudi Geil              | 1937–2006   | CDU    | Wahlkreis 1 |                                                                                    |
| Karl August Geimer     | 1943        | CDU    | Wahlkreis 4 |                                                                                    |
| Florian Gerster        | 1949        | SPD    | Wahlkreis 3 |                                                                                    |
| Georg Gölter           | 1938–2025   | CDU    | Wahlkreis 3 |                                                                                    |
| Rose Götte             | 1938        | SPD    | Wahlkreis 4 |                                                                                    |
| Irene Goß              | 1928–2015   | SPD    | Wahlkreis 1 |                                                                                    |
| Christoph Grimm        | 1943        | SPD    | Wahlkreis 2 |                                                                                    |
| Peter Haberer          | 1935–2004   | CDU    | Wahlkreis 4 |                                                                                    |
| Roland Härtel          | 1944        | SPD    | Wahlkreis 3 |                                                                                    |
| Bertram Hartard        | 1929–1992   | CDU    | Wahlkreis 4 |                                                                                    |
| Gernot Heck            | 1940–2021   | CDU    | Wahlkreis 3 |                                                                                    |
| Walter Heid            | 1925–2003   | CDU    | Wahlkreis 4 | ausgeschieden am 17. November 1981                                                 |
| Hans-Günther Heinz     | 1933–2024   | FDP    | Wahlkreis 2 |                                                                                    |
| Hans Helzer            | 1927–2020   | SPD    | Wahlkreis 1 |                                                                                    |
| Jürgen Henze           | 1937        | SPD    | Wahlkreis 2 |                                                                                    |
| Susanne Hermans        | 1919–2013   | CDU    | Wahlkreis 1 |                                                                                    |
| Maria Herr-Beck        | 1928–2015   | CDU    | Wahlkreis 3 | ausgeschieden am 8. Januar 1981                                                    |
| Walter Hitschler       | 1942–2017   | FDP    | Wahlkreis 4 | eingetreten am 1. Oktober 1982 für Hermann Eicher                                  |
| Dieter Hörner          | 1941–2014   | CDU    | Wahlkreis 4 | eingetreten am 15. August 1981 für Dieter Ziegler                                  |
| Heinrich Holkenbrink   | 1920–1998   | CDU    | Wahlkreis 2 |                                                                                    |
| Karl Hoppe             | 1934–2002   | CDU    | Wahlkreis 1 |                                                                                    |
| Helmut Hüther          | 1926–1991   | SPD    | Wahlkreis 3 |                                                                                    |
| Emil Wolfgang Keller   | 1932–2017   | CDU    | Wahlkreis 4 |                                                                                    |
| Hildegard Kerner       | 1921–1987   | SPD    | Wahlkreis 4 |                                                                                    |
| Werner Klein           | 1928–1985   | SPD    | Wahlkreis 1 |                                                                                    |
| Gerhard Kneib          | 1941        | CDU    | Wahlkreis 3 |                                                                                    |
| Fritz Rudolf Körper    | 1954        | SPD    | Wahlkreis 2 | eingetreten am 12. September 1979 für Wolfgang Schumann                            |
| Lothar Krall           | 1924–2000   | FDP    | Wahlkreis 3 |                                                                                    |
| Manfred Kramer         | 1939–2025   | CDU    | Wahlkreis 4 | eingetreten am 18. November 1981 für Walter Heid                                   |
| Gerhard Krempel        | 1931        | CDU    | Wahlkreis 1 |                                                                                    |
| Helga von Kügelgen     | 1929–2013   | CDU    | Wahlkreis 2 |                                                                                    |
| Michael Kutscheid      | 1923–2009   | CDU    | Wahlkreis 2 |                                                                                    |
| Paul Landsmann         | 1928–2002   | CDU    | Wahlkreis 2 |                                                                                    |
| Hanna-Renate Laurien   | 1928–2010   | CDU    | Wahlkreis 3 | ausgeschieden am 2. Juli 1981                                                      |
| Ernst Lautenbach       | 1935–1993   | CDU    | Wahlkreis 2 |                                                                                    |
| Günther Leonhart       | 1914–1993   | SPD    | Wahlkreis 2 | ausgeschieden am 30. November 1980                                                 |
| Theo Lück              | 1921–2012   | SPD    | Wahlkreis 1 |                                                                                    |
| Theo Magin             | 1932–2025   | CDU    | Wahlkreis 3 | ausgeschieden am 20. November 1980                                                 |
| Edgar Mais             | 1926–2024   | SPD    | Wahlkreis 2 |                                                                                    |
| Walter Mallmann        | 1940        | CDU    | Wahlkreis 2 |                                                                                    |
| Albrecht Martin        | 1927–2014   | CDU    | Wahlkreis 2 |                                                                                    |
| Otto Meyer             | 1921–2013   | CDU    | Wahlkreis 1 |                                                                                    |
| Carlheinz Moesta       | 1928–2024   | SPD    | Wahlkreis 1 |                                                                                    |
| Fritz Mohr             | 1924–2008   | CDU    | Wahlkreis 1 |                                                                                    |
| Konrad Mohr            | 1921–2010   | CDU    | Wahlkreis 1 | ausgeschieden am 20. Juli 1979                                                     |
| Lambert Mohr           | 1930–2009   | CDU    | Wahlkreis 1 |                                                                                    |
| Karl Walter Müller     | 1931–2016   | SPD    | Wahlkreis 4 |                                                                                    |
| Dieter Muscheid        | 1943–2015   | SPD    | Wahlkreis 1 |                                                                                    |
| Clemens Nagel          | 1945        | SPD    | Wahlkreis 4 |                                                                                    |
| Kurt Neumann           | 1927–2018   | SPD    | Wahlkreis 3 | eingetreten am 16. Juni 1982 für Walter Zuber                                      |
| Fritz Preuss           | 1935        | SPD    | Wahlkreis 4 |                                                                                    |
| Manfred Reimann        | 1928–2022   | SPD    | Wahlkreis 3 | eingetreten am 21. Oktober 1981 für Rainer Rund                                    |
| Michael Reitzel        | 1943–2023   | SPD    | Wahlkreis 3 |                                                                                    |
| Elisabeth Rickal       | 1934–2025   | CDU    | Wahlkreis 3 | eingetreten am 24. November 1980 für Theo Magin                                    |
| Kurt Rocker            | 1928–2020   | CDU    | Wahlkreis 4 |                                                                                    |
| Willi Rothley          | 1943        | SPD    | Wahlkreis 4 |                                                                                    |
| Rainer Rund            | 1941        | SPD    | Wahlkreis 3 | ausgeschieden am 12. Oktober 1981                                                  |
| Franz Schaaf           | 1919–1991   | CDU    | Wahlkreis 1 |                                                                                    |
| Fritz Schalk           | 1925–1996   | SPD    | Wahlkreis 3 |                                                                                    |
| Rudolf Scharping       | 1947        | SPD    | Wahlkreis 1 |                                                                                    |
| Walter Schellenberger  | 1920–2010   | FDP    | Wahlkreis 4 |                                                                                    |
| Manfred Scherrer       | 1940        | SPD    | Wahlkreis 1 |                                                                                    |
| Ludwig Schleifer       | 1931–2000   | SPD    | Wahlkreis 4 |                                                                                    |
| Ulrich Schmalz         | 1939        | CDU    | Wahlkreis 1 |                                                                                    |
| Willi Schmidt          | 1934        | SPD    | Wahlkreis 4 | eingetreten am 28. Mai 1979 für Klaus von Dohnanyi                                 |
| Helma Schmitt          | 1931        | CDU    | Wahlkreis 4 |                                                                                    |
| Walter Schmitt         | 1914–1994   | CDU    | Wahlkreis 2 |                                                                                    |
| Georg Adolf Schnarr    | 1936–2010   | CDU    | Wahlkreis 4 | eingetreten am 26. November 1980 für Werner Weiß                                   |
| Anni Schneider         | 1930–2001   | SPD    | Wahlkreis 2 | eingetreten am 1. Dezember 1980 für Günther Leonhart                               |
| Kurt Schöllhammer      | 1929–1990   | SPD    | Wahlkreis 2 |                                                                                    |
| Leo Schönberg          | 1928–2015   | CDU    | Wahlkreis 1 | eingetreten am 24. Juli 1979 für Konrad Mohr                                       |
| Hans-Otto Scholl       | 1933        | FDP    | Wahlkreis 3 |                                                                                    |
| Peter Schuler          | 1942        | CDU    | Wahlkreis 3 |                                                                                    |
| Wolfgang Schumann      | 1929        | SPD    | Wahlkreis 2 | ausgeschieden am 5. September 1979                                                 |
| Günther Schwamm        | 1935–2015   | SPD    | Wahlkreis 4 |                                                                                    |
| Hans Schweitzer        | 1920–1988   | SPD    | Wahlkreis 1 |                                                                                    |
| Heinz Sondermann       | 1928–2019   | SPD    | Wahlkreis 1 |                                                                                    |
| Gerhard Steffens       | 1927–1998   | CDU    | Wahlkreis 1 | eingetreten am 24. November 1980 für Karl Deres                                    |
| Heinrich Studentkowski | 1938–2000   | SPD    | Wahlkreis 2 |                                                                                    |
| Otto Theisen           | 1924–2005   | CDU    | Wahlkreis 2 |                                                                                    |
| Karl Thorwirth         | 1923–2003   | SPD    | Wahlkreis 3 |                                                                                    |
| Bernhard Vogel         | 1932–2025   | CDU    | Wahlkreis 3 |                                                                                    |
| Heinz Peter Volkert    | 1933–2013   | CDU    | Wahlkreis 1 |                                                                                    |
| Herbert Waldenberger   | 1935–2017   | CDU    | Wahlkreis 4 |                                                                                    |
| Klaus Weinmann         | 1931–2024   | SPD    | Wahlkreis 2 |                                                                                    |
| Werner Weiß            | 1926–1990   | CDU    | Wahlkreis 4 | ausgeschieden am 22. November 1980                                                 |
| Karl-Heinz Werle       | 1925–2009   | SPD    | Wahlkreis 4 |                                                                                    |
| Karl-Heinz Weyrich     | 1925–2002   | SPD    | Wahlkreis 3 |                                                                                    |
| Hans-Otto Wilhelm      | 1940–2019   | CDU    | Wahlkreis 3 |                                                                                    |
| Paul Wingendorf        | 1914–1995   | CDU    | Wahlkreis 1 |                                                                                    |
| Wolfgang Wittkowsky    | 1933–2013   | CDU    | Wahlkreis 2 |                                                                                    |
| Günther Wollscheid     | 1926–2006   | CDU    | Wahlkreis 2 |                                                                                    |
| Dieter Ziegler         | 1937–2019   | CDU    | Wahlkreis 4 | ausgeschieden am 14. August 1981                                                   |
| Robert Zingen          | 1928–2005   | CDU    | Wahlkreis 2 |                                                                                    |
| Walter Zuber           | 1943–2014   | SPD    | Wahlkreis 3 | ausgeschieden am 15. Juni 1982                                                     |